# Thuốc chẹn kênh calci
Thuốc chẹn kênh calci (CCB), chất đối kháng kênh calci hoặc chất đối kháng calci  là một nhóm thuốc làm gián đoạn sự di chuyển của calci (Ca2+
) thông qua các kênh calci. Thuốc chẹn kênh calci được sử dụng làm thuốc hạ huyết áp, tức là thuốc làm giảm huyết áp ở bệnh nhân tăng huyết áp. CCB đặc biệt hiệu quả đối với độ cứng mạch lớn, một trong những nguyên nhân phổ biến gây tăng huyết áp tâm thu ở bệnh nhân cao tuổi. Thuốc chẹn kênh calci cũng thường được sử dụng để thay đổi nhịp tim (đặc biệt là từ rung tâm nhĩ), để ngăn ngừa co thắt mạch ngoại biên và não, và để giảm đau ngực do đau thắt ngực.
Các kênh calci phụ thuộc điện áp loại N, loại L và loại T có trong lớp cầu của tuyến thượng thận của con người và CCBs có thể ảnh hưởng trực tiếp đến quá trình sinh tổng hợp aldosterone trong các tế bào vỏ thượng thận, do đó ảnh hưởng đến việc điều trị lâm sàng tăng huyết áp với các tác nhân này.
CCB đã được chứng minh là có hiệu quả hơn một chút so với thuốc chẹn beta trong việc giảm tỷ lệ tử vong do tim mạch, nhưng chúng có liên quan đến nhiều tác dụng phụ hơn. Tuy nhiên, rủi ro lớn tiềm tàng chủ yếu được tìm thấy có liên quan đến các CCB tác dụng ngắn.